# Richmond (Virginia)
Richmond è una città degli Stati Uniti d'America, capitale del Commonwealth della Virginia. Rappresenta il centro dell'omonima area statistica metropolitana. Richmond è stata incorporata nel 1742 e ha acquisito lo status di città indipendente (vale a dire non è sotto giurisdizione di alcuna contea) nel 1871. Secondo il sondaggio del 2010 la popolazione ammonta a 204 214 unità, mentre una stima del 2018 ha aggiornato il dato a 228 783, rendendo Richmond la quarta città più popolosa della Virginia. La sua area metropolitana ha 1 260 029 abitanti.

## Geografia fisica
Come tutte le municipalità della Virginia con lo status di cities, non rientra in una contea (la contea di Richmond, pure in Virginia, non ha rapporti con la città, e si trova in un'altra parte dello stato).
La città poggia su sette colli: Union Hill, Church Hill, Council Hill, Shockoe Hill, Gambles Hill, Navy Hill e Oregon Hill.

### Clima
Richmond è soggetto a un clima subtropicale umido.
| Richmond                     | Mesi  | Mesi  | Mesi  | Mesi  | Mesi  | Mesi  | Mesi  | Mesi  | Mesi  | Mesi  | Mesi  | Mesi  | Stagioni | Stagioni | Stagioni | Stagioni | Anno    |
| Richmond                     | Gen   | Feb   | Mar   | Apr   | Mag   | Giu   | Lug   | Ago   | Set   | Ott   | Nov   | Dic   | Inv      | Pri      | Est      | Aut      | Anno    |
| ---------------------------- | ----- | ----- | ----- | ----- | ----- | ----- | ----- | ----- | ----- | ----- | ----- | ----- | -------- | -------- | -------- | -------- | ------- |
| Umidità relativa media (%)   | 67,9  | 65,6  | 63,0  | 60,8  | 69,5  | 72,2  | 74,8  | 77,2  | 77,0  | 73,8  | 69,1  | 68,9  | 67,5     | 64,4     | 74,7     | 73,3     | 70,0    |
| Ore di soleggiamento mensili | 172,5 | 179,7 | 233,3 | 261,6 | 288,0 | 306,4 | 301,4 | 278,9 | 237,9 | 222,8 | 183,5 | 163,0 | 515,2    | 782,9    | 886,7    | 644,2    | 2 829,0 |

## Storia

### Era coloniale
Dopo la creazione del primo insediamento permanente di lingua inglese nell'aprile del 1607 a Jamestown, in Virginia, il capitano Christopher Newport condusse gli esploratori a nord-ovest del fiume James, in un'area abitata dalla tribù di nativi americani Powhatan.
Nel 1737, il planter William Byrd II incaricò il maggiore William Mayo di tracciare la griglia originale della città. Byrd denominò la città "Richmond", ispirandosi all'allora città inglese di Richmond upon Thames (ora parte di Londra), perché la vista del fiume James era straordinariamente simile alla vista del Tamigi dalla collina Richmond, dove aveva trascorso del tempo durante la sua giovinezza. L'insediamento fu stabilito nell'aprile del 1737 e fu incorporato nel 1742.

### Rivoluzione
Nel 1775, Patrick Henry pronunciò il suo famoso discorso "Dammi la libertà o Dammi la morte" nella chiesa di San Giovanni a Richmond, di cruciale importanza per la decisione di partecipare al Primo congresso continentale e preparare il corso per la rivoluzione e l'indipendenza.
Il 18 aprile 1780 la capitale dello stato fu trasferita da Williamsburg a Richmond, per fornire una posizione più centralizzata per la crescente popolazione occidentale della Virginia, nonché per isolare la capitale dall'attacco britannico.
Nonostante questo, nel 1781, sotto il comando di Benedict Arnold, Richmond fu messa a ferro e fuoco dalle truppe britanniche, costringendo alla fuga il governatore Thomas Jefferson mentre la milizia della Virginia (guidata da Sampson Mathews) difendeva la città.

### Periodo post-rivoluzionario
Richmond si riprese presto dalla guerra, e nel 1782 ricominciò a prosperare. Nel 1786, lo Statuto della Virginia per la libertà religiosa (redatto da Thomas Jefferson, 1743-1826) fu approvato nella capitale temporanea di Richmond, fornendo le basi per la separazione tra chiesa e stato, un elemento chiave nello sviluppo della libertà religiosa negli Stati Uniti. A Richmond si trova il Campidoglio più antico degli Stati Uniti, il Virginia State Capitol (1785).

### Guerra civile

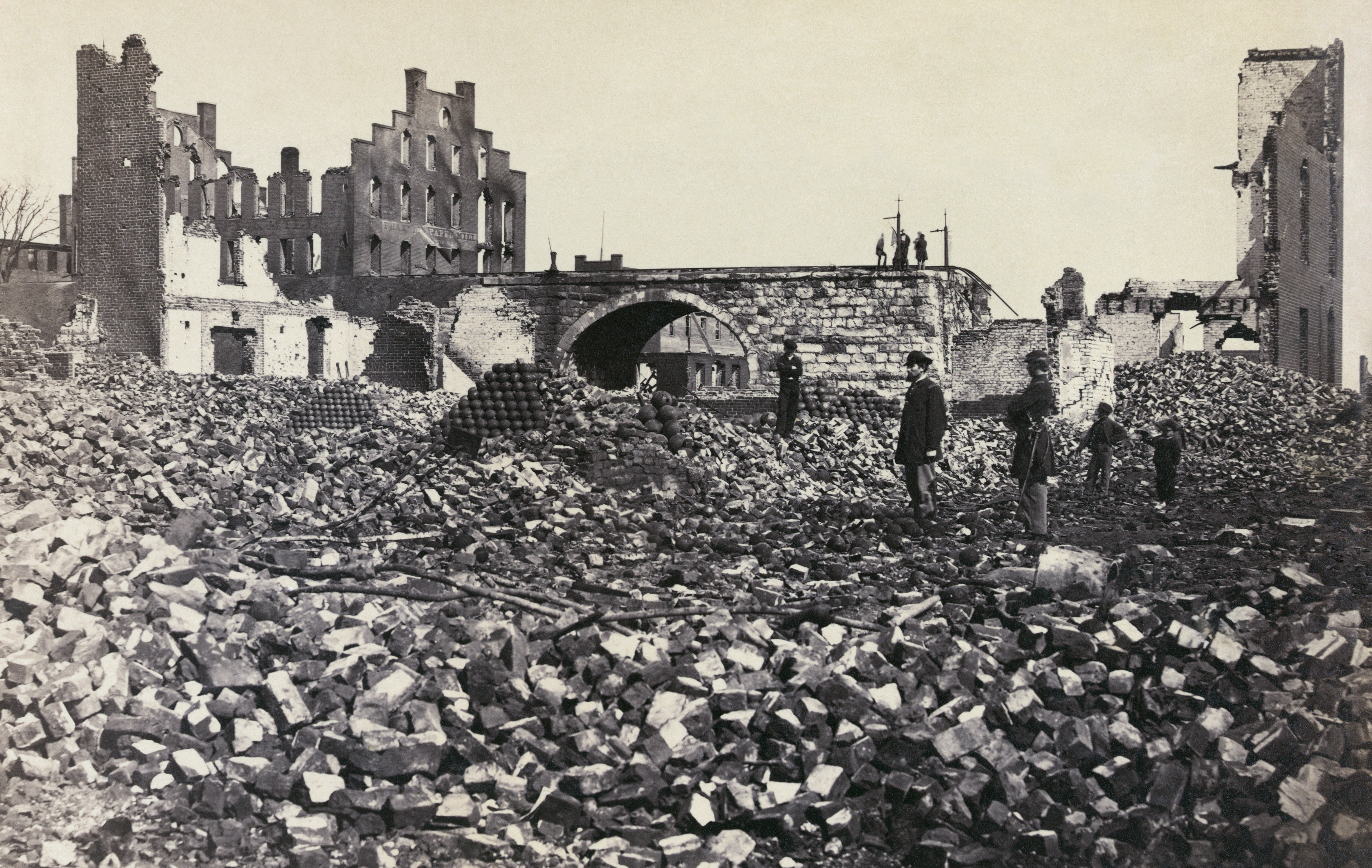
Le rovine della città nel 1865 alla fine della guerra di secessione

La città fu, dopo Montgomery, la capitale della Stati Confederati d'America (CSA) durante la sanguinosa guerra di secessione. Per questo pagò un prezzo particolarmente elevato in termini di morti e distruzioni.

### XX secolo
All'inizio del XX secolo, la popolazione della città aveva raggiunto le 85 050 unità in sole 5 miglia quadrate (13 km²), rendendola la città più densamente popolata degli Stati Uniti meridionali. Nel 1900, il Census Bureau riferì che la popolazione di Richmond era composta per il 62,1% da bianco e per il 37,9% da neri.
Gli schiavi liberati e i loro discendenti crearono una fiorente comunità imprenditoriale afro-americana, e lo storico distretto di Jackson Ward della città divenne noto come "Wall Street of Black America". Nel 1903, la donna d'affari e finanziatrice afro-americana Maggie L. Walker creò la St. Luke Penny Savings Bank, e fu la sua prima presidente, nonché la prima donna presidente di una banca negli Stati Uniti. Oggi la banca si chiama Consolidated Bank and Trust Company ed è la più antica banca afroamericana tuttora operativa negli Stati Uniti.

## Società

### Evoluzione demografica
Abitanti censiti

### Etnie e minoranze straniere
Secondo il Censimento degli Stati Uniti d'America del 2010 i residenti della città erano 204 214. Il 50,6% della popolazione è nera o afroamericana, il 40,8% bianca, il 5,0% asiatica, lo 0,3% nativa americana; il 3,6% della popolazione appartiene ad un'altra etnia, il 2,3% a una o più etnie.

### Religione
Il 52,1% della popolazione è religiosa. Nello specifico il 19,7% si dichiara battista, il 2,3% episcopale, il 5,7% cattolico, lo 0,9% luterano, il 6,0% metodista, l'1,9% pentecostale, il 2,4% presbiteriano, lo 0,7% LDS, il 7,6% segue altre fedi cristiane, lo 0,2% è legato a fedi orientali, il 4,6% è musulmano.

## Infrastrutture e trasporti
La città è servita dall'aeroporto Internazionale di Richmond.

## Amministrazione

### Gemellaggi
Richmond è gemellata con:
- Richmond upon Thames;
- Olsztyn;
- Saitama;
- Ségou;
- Windhoek;
- Zhengzhou;

## Sport
Richmond ha ospitato i Campionati del mondo di ciclismo su strada 2015.